# Scholastiek
Scholastiek is de middeleeuwse filosofie met een sterk metafysisch karakter die in de 11e eeuw als onderwijsmethode tot ontwikkeling kwam in de stedelijke scholen en verder uitgebouwd werd in de 12e en 13e eeuw aan de universiteiten. Het is een logische manier van denken in tegenstellingen, een vorm van dialectiek. De belangrijkste scholastici waren Petrus Abaelardus, Albertus Magnus, Duns Scotus, Willem van Ockham, Bonaventura en Thomas van Aquino. Het werk Summa Theologiae van Thomas van Aquino wordt meestal gezien als het grootste werk van de scholastiek.

## Oorsprong en indeling
De oorsprong van de scholastiek ligt in de Karolingische renaissance. Aan de hofschool van Karel de Grote begonnen in de 9e eeuw onder leiding van Alcuinus de cultuur en de filosofie weer op te bloeien. De filosofie werd gezien als een ancilla theologiae, een dienstmaagd van de theologie. Geleidelijk ontwikkelt zich in kloosters, domscholen en aan de hoven weer wetenschap. De scholastiek kent globaal drie fasen:
1. De vroege scholastiek in de 11e en de 12e eeuw. Twee belangrijke vertegenwoordigers zijn: Anselmus van Canterbury en Petrus Abaelardus.
2. De hoogscholastiek in de 13e en 14e eeuw. Twee belangrijke vertegenwoordigers zijn: Albertus Magnus en Thomas van Aquino.
3. De late scholastiek in de 14e en 15e eeuw. Twee belangrijke vertegenwoordigers zijn: Johannes Duns Scotus en Willem van Ockham.

Voor een complete lijst zie het artikel: Lijst van scholastische filosofen

## Doelstelling
Net als de methodiek van het onderricht aan de middeleeuwse kloosterscholen wilde de scholastiek God vinden door middel van de wetenschap. De scholastieke theologie werd mettertijd een zelfstandige wetenschap die steeds meer betekenis ging toekennen aan rationele processen van het denken. De kloostercultuur daarentegen bleef bij haar meer mystiek georiënteerde methode.

## Thomistische filosofie
De scholastiek vond haar belangrijkste monument in de summa's van de 13e-eeuwse Dominicaanse filosoof en theoloog Thomas van Aquino. De thomistische filosofie werd eerst bekritiseerd, maar in 1323 werd haar grondlegger heilig verklaard en later zelfs tot kerkleraar uitgeroepen (1568). De tijd was rijp voor een rationele aanpak. In 1879 riep paus Leo XIII het thomisme uit tot de officiële filosofie van de Kerk.

## Scholastiek systeem

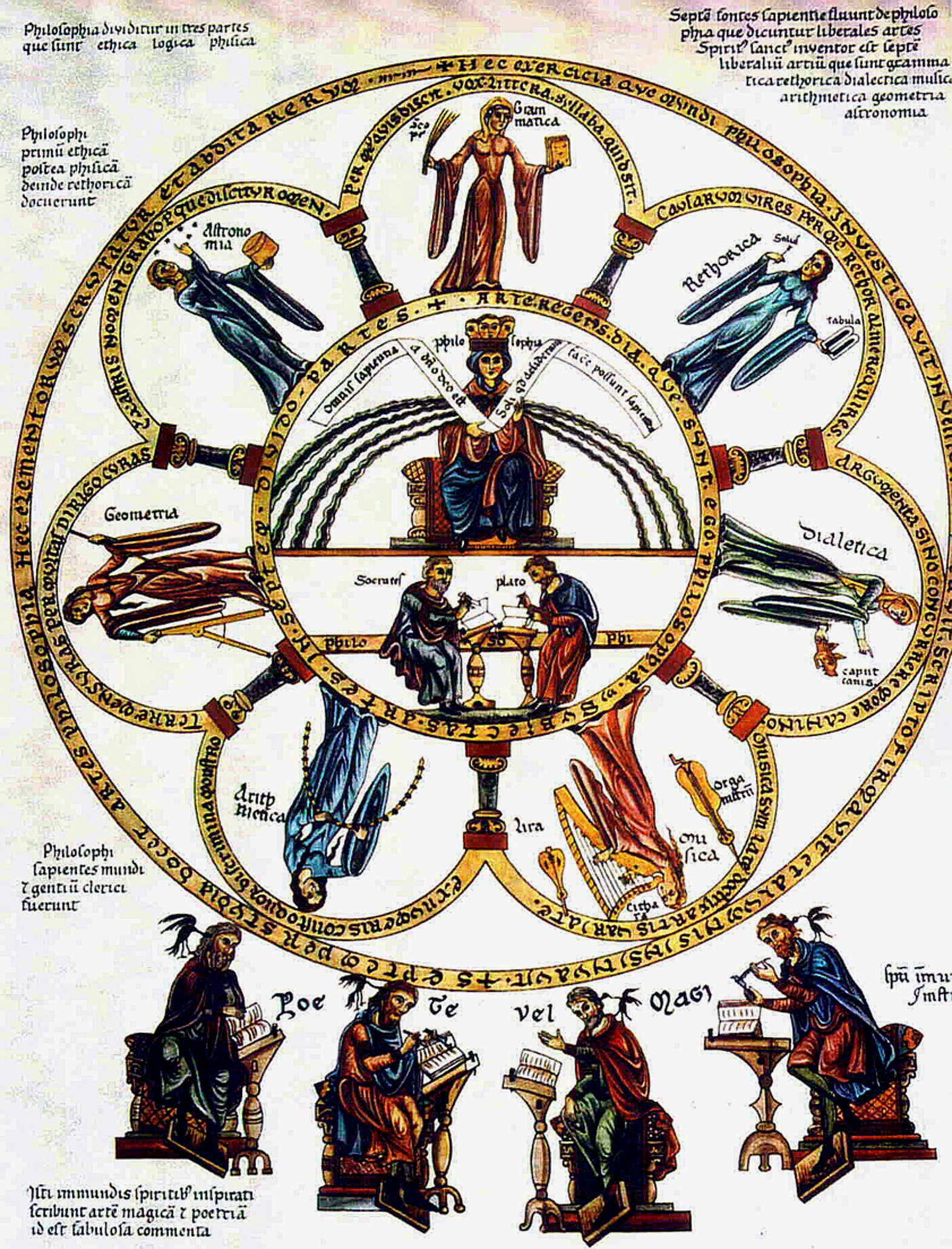
De zeven vrije kunsten met in het midden de filosofie door Herrad von Landsberg rond 1180

Het scholastieke systeem wordt in de middeleeuwen gebruikt voor de studie van de zeven vrije kunsten of artes liberales en de overige wetenschappen. De artes liberales bestonden uit:
Het trivium
1. Grammatica (literatuur en tekstanalyse)
2. Retorica (argumenteren)
3. Dialectica (logica)

Het quadrivium
1. Aritmetica (rekenkunde)
2. Astronomie (sterrenkunde)
3. Muziek (harmonieleer)
4. Geometrie (meetkunde)

In de middeleeuwen bestond theologie vooral uit het verklaren van teksten, allereerst de Bijbel, met aanhalingen uit de commentaren en andere werken van gezaghebbende kerkvaders. De zeven vakken die bestudeerd werden ten behoeve van de theologie, werkten vooral met teksten van Plato en steeds meer ook van Aristoteles. Toen de contacten tussen de domscholen groeide door de toenemende politieke stabiliteit, wilde men theologie en wijsbegeerte in één stelsel verenigen. Op beide terreinen moest dezelfde methode toegepast worden: dezelfde scholastiek. Men wilde aantonen dat het logisch denken van de oudheid niet in strijd was met de Bijbelse boodschap.
Later werd de sleutelwetenschap binnen de theologie de dialectica, de kunst van het redeneren. De basis van de theologie bleef echter nog altijd de lectio divina, het lezen van heilige teksten, in concreto allereerst de Bijbel. Stilaan werden eigen commentaren bij de Schrift toegestaan, en werd wetenschap beoefend aan de universiteit, tegen betaling van een salaris.
In zijn Summa Theologiae probeerde Thomas van Aquino alle verworvenheden van de scholastiek ten dienste te stellen van de theologie. Abaelardus was eveneens een leraar van de scholastiek. Dankzij Thomas werd de scholastiek de basis voor het empirisch denken en de kritische wetenschapsbeoefening van latere eeuwen. 
De scholastiek was een grote stap voorwaarts in de ontwikkeling van de logica en een poging tot het oplossen van de tweespalt tussen geloof en rede. Maar uiteindelijk vereerde ze de tekst zelf in plaats van het voorwerp van de tekst, de boeken in plaats van de wereld: verba, non res.

## De scholastieke methode
De scholastieke methode steunt op gezaghebbende teksten. Er ontstonden in de middeleeuwen voor de artes liberales en overige wetenschappen vaste rangordes voor de relevante autoriteiten op een bepaald terrein. De scholastiek wordt verder inhoudelijk gekenmerkt door een vaste werkwijze om problemen en teksten te bestuderen. Eerst poneerde men een quaestio, een vraagstelling waarover twijfel heerste. Die werd onderverdeeld in verschillende articula met stellingen. Vervolgens kwamen de tegenwerpingen aan de orde, ingeleid met bijvoorbeeld sed contra. Hierop volgde een antwoord (responsio), waarna per articulum van de quaestio de argumenten kort besproken werden. Ook de variant waarbij men op willekeurige vragen -niet op een vooraf bekend thema- moest antwoorden, het zogeheten quodlibet, had dezelfde opbouw. Ook het onderwijs aan de middeleeuwse universiteiten richtte zich naar deze methode. Het eindproduct van de scholastiek waren de grote summae.
Onder andere onderzoek van de Nederlandse mediëviste Olga Weijers (Huygens Instituut, Den Haag) heeft de kennis van de scholastiek en de scholastieke methode de afgelopen decennia sterk vergroot en verbeterd, speciaal op het gebied van de gebruikte termen en begrippen, in het bijzonder aan de artesfaculteit van Parijs.